# Sphegigaster stepicola
Sphegigaster stepicola är en stekelart som beskrevs av Boucek 1965. Sphegigaster stepicola ingår i släktet Sphegigaster och familjen puppglanssteklar. Inga underarter finns listade i Catalogue of Life.